# Macrodorcatoma
Macrodorcatoma is een monotypisch geslacht van kevers uit de familie van de klopkevers (Anobiidae).

## Soort
- Macrodorcatoma multistriata Pic, 1937